# Сіттард
Сіттард (нід. Sittard, МФА: [ˈsɪtɑrt]) — місто на південному сході Нідерландів, у провінції Лімбург.
У 2001 році шляхом об'єднання з Геленом та Борном утворено муніципалітет Сіттард-Гелен.

## Спорт
В місті базується професійний футбольний клуб «Фортуна». Домашні матчі проводить на стадіоні «Фортуна Сіттард», що здатний вмістити 12 511 глядачів.

## Видатні уродженці
- Вім Хоф — «крижана людина», рекордсмен з перенесення низьких температур
- Лео Горн — футбольний арбітр
- Губ Стевенс — футболіст і тренер.